# Opérations de la rivière Matanikau
Pour un article plus général, voir Bataille de Guadalcanal.
Seconde Guerre mondiale
Batailles
Campagne de Guadalcanal

Terrestres : 
- Tulagi et Gavutu–Tanambog
- Tenaru
- Edson's Ridge
- Rivière Matanikau
- Henderson Field
- Offensive de la Matanikau
- Koli Point
- Carlson's patrol
- Monts Austen

Navales :
- Île de Savo
- Salomon orientales
- Cap Espérance
- Îles Santa Cruz
- Bataille navale de Guadalcanal
- Tassafaronga
- Ke
- Îles de Renell

Les opérations de la rivière Matanikau, parfois appelées seconde et troisième batailles de Matanikau, sont deux combats séparés mais liés qui se déroulèrent en septembre et octobre 1942 durant la bataille de Guadalcanal.

## Contexte historique et objectifs alliés
Au soir du 12 août, une patrouille de vingt-cinq Marines menée par le lieutenant-colonel Frank Goettge et composée pour l'essentiel de personnel du renseignement fut débarquée à l'ouest du périmètre défensif de Lunga Point, entre la pointe Cruz et la rivière Matanikau, pour une mission de reconnaissance et avec pour objectif secondaire de prendre contact avec un groupe de soldats japonais dont les forces américaines croyaient qu'il pourrait se rendre. Peu après le débarquement, une section des troupes de marine japonaises attaqua et anéantit presque complètement la patrouille de Marines
En réponse, le 19 août, Vandegrift envoya trois compagnies du 5e régiment de Marines attaquer les troupes japonaises concentrées à l'ouest de la Matanikau. Une compagnie lança son attaque en traversant le banc de sable de l'embouchure de la Matinakau tandis qu'une autre traversait la rivière, 1 000 mètres (1 094 yd) à l'intérieur des terres. Elles prirent d'assaut les troupes japonaises retranchées dans le village de Matanikau. La troisième, quant à elle, attaqua en venant de la mer, plus loin à l'ouest de la rivière, avec pour objectif le village de Kokumbuna. Après avoir brièvement occupé les deux villages, les trois compagnies de Marines se replièrent dans le périmètre de Lunga avec un bilan de soixante-cinq Japonais tués pour quatre Marines morts dans les combats.
Cette opération, parfois qualifiée de « Première bataille de Matanikau », fut la première des actions menées le long de la rivière Matanikau au cours de la campagne.

## Les opérations

### Opération de septembre 1942
Lors de la première opération (23-27 septembre), des éléments de trois bataillons de Marines américains, sous le commandement du major-général Alexander Vandegrift attaquent des concentrations de troupes japonaises en plusieurs points sur la rivière Matanikau. Ces attaques de Marines étaient destinées à ratisser les traînards japonais en retraite vers la Matanikau après la récente bataille de la crête d'Edson, mais aussi à perturber les tentatives japonaises d'utiliser la zone comme une base pour des attaques sur les défenses américaines de Lunga Point et à détruire toute force japonaise dans la région. Les Japonais sous le commandement du major-général Kiyotake Kawaguchi ont repoussé les attaques maritimes. Pendant l'opération, trois compagnies de Marines ont été encerclées par les forces japonaises et durent être évacuées, après avoir subi des pertes importantes, par des péniches de débarquement du personnel d'un destroyer de la marine des États-Unis, le USS Monssen et des Coast Guard dont l'un, Douglas Albert Munro (en), obtint la Medal of Honor (posthume, il demeure le seul de son arme à l'avoir reçue).

### Opération d'octobre 1942
Lors de la seconde opération deux semaines plus tard (6-9 octobre), une plus grande force de Marines américains franchit avec succès la rivière Matanikau pour attaquer les forces japonaises sous le commandement des généraux nouvellement arrivés Masao Maruyama et Yumio Nasu, et infligent de lourdes pertes à un régiment d'infanterie japonais. Cette opération a forcé les Japonais à se retirer de leurs positions à l'est de la Matanikau et a entravé les préparatifs japonais pour leur grande offensive prévue sur les défenses américaines de Lunga Point prévues pour plus tard en octobre 1942 qui a abouti à la bataille d'Henderson Field.